# Maybe tomorrow (Stereophonics)
Maybe tomorrow is een single van Stereophonics. Het is afkomstig van hun album You gotta go there to come back. Het stemmige lied was te horen in de films Wicker Park en Crash, beide uit 2004. Kelly Jones, schrijver en muziekproducent pleegde het lied tijdens concerten solo uit te voeren.

## Hitnotering
Maybe tomorrow stond negen weken in de UK Singles Chart, waarbij de derde plaats werd gehaald. Alleen hun singles The bartender and the thief en Dakota haalden een beter resultaat. In Nederland haalde het een bescheiden resultaat, in België waren geen hitnoteringen weggelegd.

### Nederlandse Top 40
| Positie: | 26 | 17 | 27 | 32 | uit |

### NederlandseSingle Top 100
| Positie: | 67 | 49 | 36 | 32 | 32 | 40 | 52 | 62 | 72 | 81 | 91 | 92 | uit |

### NPO Radio 2 Top 2000
| Nummer met noteringen in de NPO Radio 2 Top 2000 | '14  | '15  | '16 | '17  | '18  | '19  | '20  | '21  | '22  | '23  | '24  |
| ------------------------------------------------ | ---- | ---- | --- | ---- | ---- | ---- | ---- | ---- | ---- | ---- | ---- |
| Maybe tomorrow                                   | 1747 | 1647 | 970 | 1275 | 1584 | 1723 | 1634 | 1689 | 1753 | 1771 | 1675 |

1. ↑  Een vetgedrukt getal geeft de hoogste notering aan.
2. ↑  2014 was het eerste jaar met een notering voor dit nummer.